# Xystropeltis lankesteri
Xystropeltis lankesteri är en bönsyrseart som beskrevs av Rehn 1935. Xystropeltis lankesteri ingår i släktet Xystropeltis och familjen Mantidae. Inga underarter finns listade i Catalogue of Life.